# Liste der Biografien/Bens
Liste der Biografien |
Portal Biografien |
Personensuche
# |
A |
B |
C |
D |
E |
F |
G |
H |
I |
J |
K |
L |
M |
N |
O |
P |
Q |
R |
S |
T |
U |
V |
W |
X |
Y |
Z |
?
 
Ba |
Be |
Bd |
Bg |
Bh |
Bi |
Bj |
Bl |
Bm |
Bn |
Bo |
Br |
Bs |
Bu |
Bw |
By |
Bz
 
Bea–Beb |
Bec |
Bed |
Bee |
Bef |
Beg |
Beh |
Bei |
Bej |
Bek |
Bel |
Bem |
Ben |
Beo |
Bep |
Beq |
Ber |
Bes |
Bet |
Beu |
Bev |
Bew |
Bex |
Bey |
Bez
 
Bena |
Benb |
Benc |
Bend |
Bene |
Benf |
Beng |
Benh |
Beni |
Benj |
Benk |
Benl |
Benm |
Benn |
Beno |
Benq |
Benr |
Bens |
Bent |
Benu |
Benv |
Benw |
Beny |
Benz
Die Liste der Biografien führt alle Personen auf, die in der deutschsprachigen Wikipedia einen Artikel haben. Dieses ist eine Teilliste mit 177 Einträgen von Personen, deren Namen mit den Buchstaben „Bens“ beginnt.

## Bens
- Bens, Baby, deutsche Musikerin
- Bens, Ernest (* 1949), belgischer Radrennfahrer
- Bens, Jacques (1931–2001), französischer Schriftsteller
- Bens, Jan (1921–2012), niederländischer Fußballspieler und -trainer
- Bens, Roger, französischer Chansonsänger

### Bensa
- Bensa, Alexander von (1820–1902), österreichischer Genre- und Schlachtenmaler
- Bensa, Enrico (1848–1931), italienischer Jurist und Wirtschaftshistoriker
- Bensaad, Sarah (* 1987), französisch-tunesische Hammerwerferin
- Bensaïd, Daniel (1946–2010), französischer Philosoph, Essayist und Politiker
- Bensaïdi, Faouzi (* 1967), marokkanischer Filmregisseur und Filmschauspieler
- Bensalah, Abdelkader (1941–2021), algerischer Politiker
- Bensammoud, Talal (* 2004), Eishockeyspieler aus den Vereinigten Arabischen Emiraten
- Bensaoula, Chafika, algerische Juristin und Dozentin
- Bensaoula, Tedj (* 1954), algerischer Fußballspieler
- Bensaúde, Alfredo (1856–1941), portugiesischer Mineraloge
- Bensaude, José (1835–1922), portugiesischer Unternehmer
- Bensaude-Vincent, Bernadette (* 1949), französische Wissenschaftshistorikerin

### Bensb
- Bensberg, Gabriele (* 1953), deutsche Germanistin und Psychologin
- Bensberg, Jörg (* 1960), deutscher Politiker
- Bensberg-Mauthner, Helene (1853–1940), deutsche Theaterschauspielerin

### Bensc
- Bensch, Ernst (* 1874), deutscher Chemiker und Unternehmer
- Bensch, Gerhard (1912–1970), deutscher Funktionär und Politiker (LDPD), MdV
- Bensch, Rainer (* 1964), deutscher Politiker (CDU), MdBB
- Bensch, Wolfgang (* 1953), deutscher Chemiker und Hochschullehrer
- Benscheid, Adolf (1888–1961), deutscher Politiker (KPD), MdL
- Benscheidt, Carl (1858–1947), deutscher Unternehmer
- Benscher, Fritz (1904–1970), deutscher Schauspieler, Quizmaster, Moderator, Conférencier, Hörspielsprecher und -regisseur
- Benschneider, Roland (* 1980), deutscher Fußballspieler
- Benschop, Charlison (* 1989), niederländischer FußballspielerCharlison Benschop (* 1989)

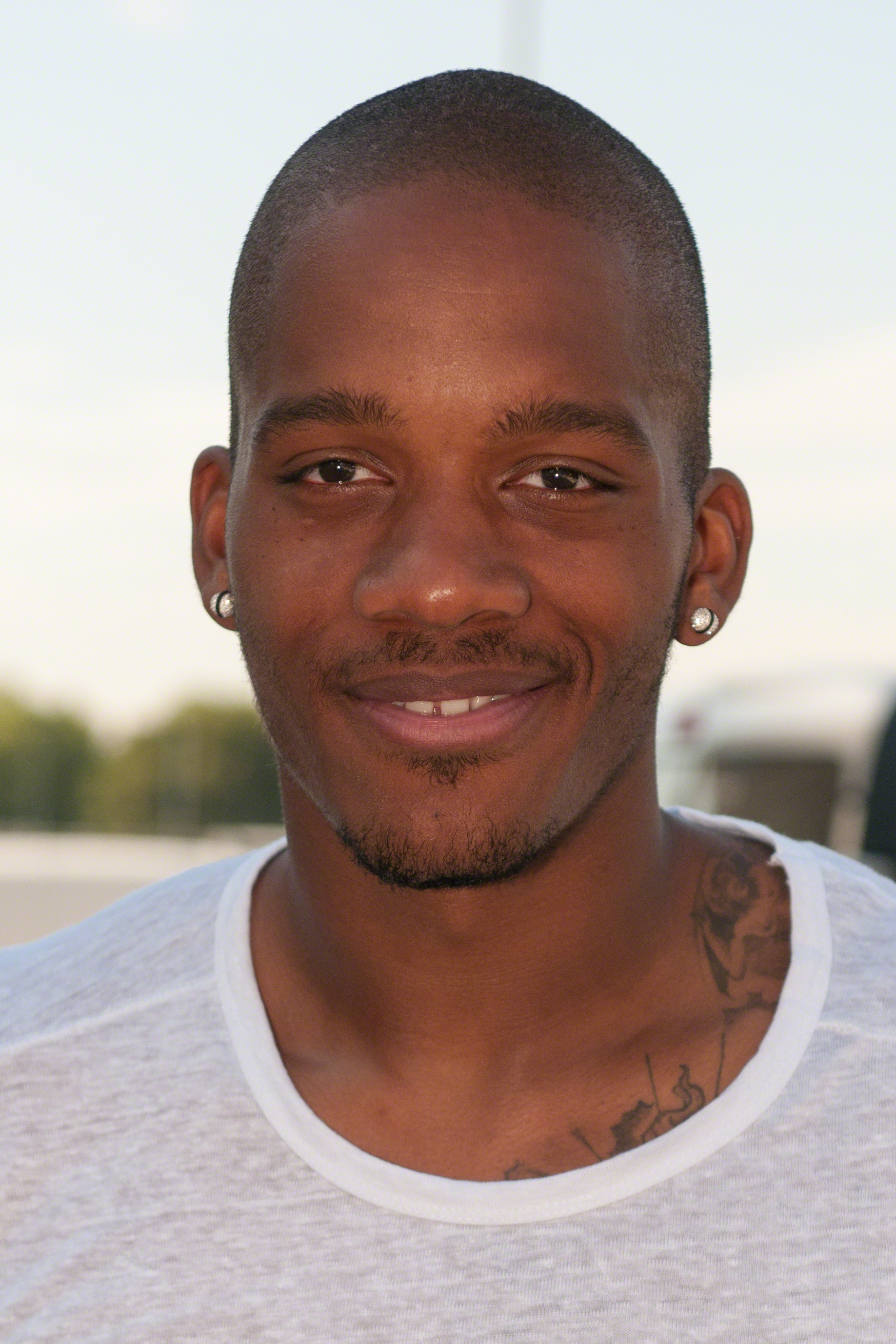
Charlison Benschop (* 1989)

- Benschop, Kamila (* 1986), deutsche Sportjournalistin und Moderatorin
- Benschop, Nel (1918–2005), niederländische Dichterin
- Benschu, Ralf (* 1962), deutscher Musiker

### Bense
- Bense, Georg (1938–2020), deutscher Filmemacher, Autor, Regisseur und Kameramann
- Bense, Gertrud (1930–2021), deutsche Baltistin
- Bense, Max (1910–1990), deutscher Philosoph, Schriftsteller und Publizist
- Bensebaini, Ramy (* 1995), algerischer FußballspielerRamy Bensebaini (* 1995)

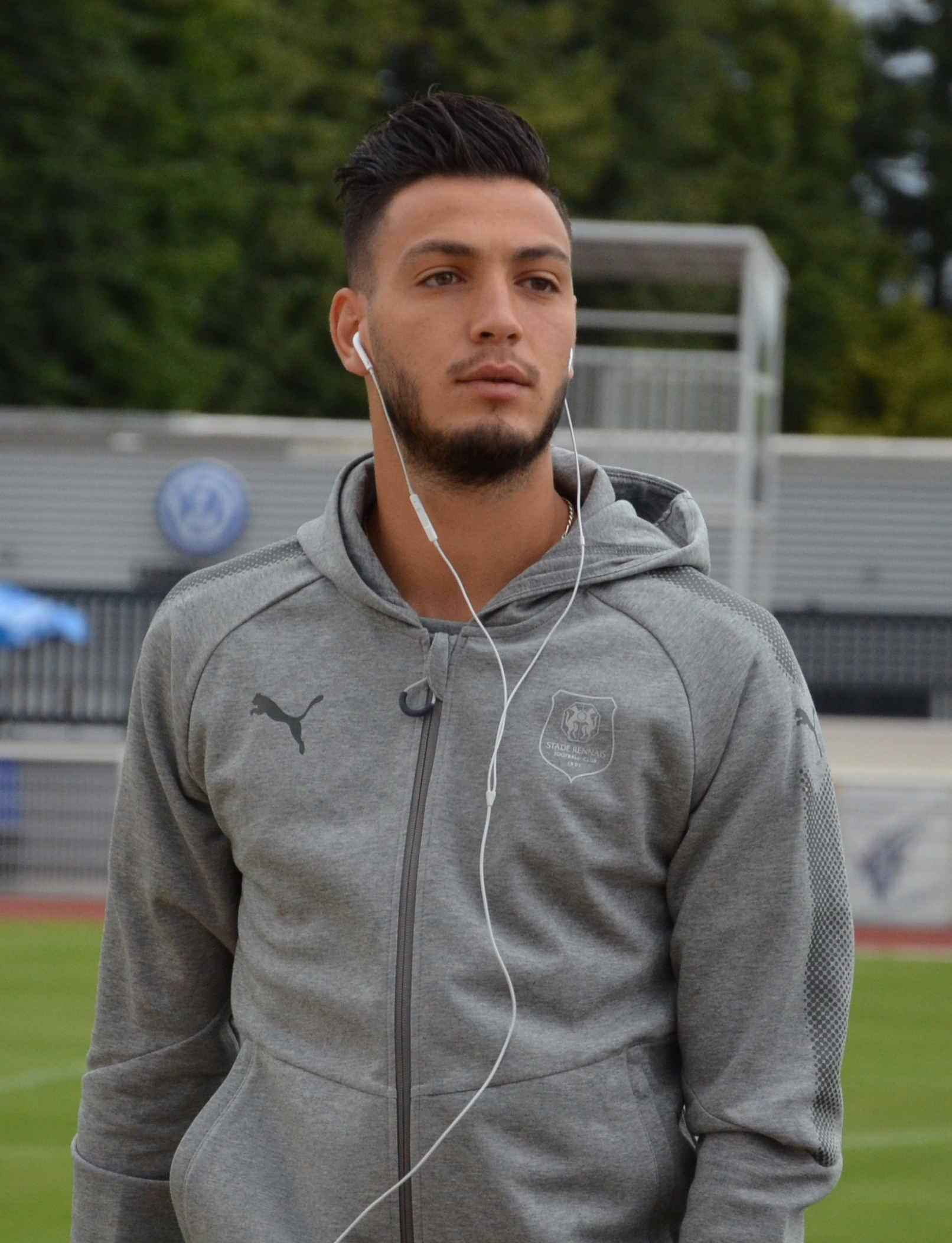
Ramy Bensebaini (* 1995)

- Bensedrine, Sihem (* 1950), tunesische Journalistin
- Bensel, Carl (1878–1949), deutscher Architekt
- Bensel, Joachim (* 1963), deutscher Biologe und Autor
- Bensel, Norbert (* 1947), deutscher Manager
- Benseler, Frank (1929–2021), deutscher Soziologe und Herausgeber
- Benseler, Franz Gustav (* 1846), deutscher Philologe und Schriftsteller
- Benseler, Gustav Eduard (1806–1868), deutscher klassischer Philologe und Lexikograf, MdL
- Bensemann, Leo (1912–1986), neuseeländischer Maler, Zeichner, Illustrator, Typograph, Herausgeber und Kunstförderer
- Bensemann, Walther (1873–1934), deutscher Fußballpionier
- Bensen, August (1825–1907), deutscher Bahnbeamter
- Bensen, Donald R. (1927–1997), US-amerikanischer Science-Fiction-Autor und Herausgeber
- Bensen, Heinrich Wilhelm (1798–1863), deutscher Lehrer und Historiker
- Benser, Arnold Gottfried (1700–1760), deutscher Kaufmann und Ratsherr der Hansestadt Lübeck
- Benser, Günter (1931–2025), deutscher marxistischer Historiker
- Benser, Mira (* 1989), deutsche Film- und Theaterschauspielerin
- Benser, Ursula (1915–2001), deutsche Malerin
- Benser, Walther (1912–2002), deutscher Fotograf, Bildjournalist und Kaufmann
- Benserade, Isaac de († 1691), französischer Dichter

### Bensh
- Bensheimer, Alice (1864–1935), Frauenrechtlerin und Schriftführerin des Bundes Deutscher Frauenvereine
- Bensheimer, Johann, deutscher Kupferstecher
- Bensheimer, Julius (1850–1917), deutscher Verleger
- Benshoof, Tony (* 1975), US-amerikanischer Rennrodler

### Bensi
- Bensi, Stefano (* 1988), luxemburgischer Fußballspieler
- Bensing, Heinrich (1911–1955), deutscher Opernsänger (Tenor)
- Bensing, Jozien (* 1950), niederländische Psychologin
- Bensing, Manfred (1927–1996), deutscher Historiker
- Bensinger, Amalie (1809–1889), deutsche Malerin
- Bensinger, Peter B. (1936–2025), US-amerikanischer Regierungsbeamter und Unternehmensberater, Direktor der Drug Enforcement Administration
- Bensinger, Richard (1844–1891), badischer Verwaltungsbeamter
- Bensinger, Wolf-Dieter (1907–1974), deutscher Ingenieur und Hochschullehrer
- Bensión, Alberto (* 1940), uruguayischer Politiker
- Bension, Ariel (1880–1932), jüdischer Schriftsteller

### Bensk
- Benskin Mesher, Sonja (* 1947), britische Malerin
- Benskin, Sammy (1922–1992), US-amerikanischer Jazz- und Rhythm-and-Blues-Pianist

### Bensl
- Benslama, Fethi (* 1951), Psychoanalytiker, Hochschullehrer und Autor
- Bensley, Thomas, britischer Drucker
- Benslimane, Fatmi (1898–1980), marokkanischer Ministerpräsident, Pascha von Vez, Bildungsminister, Diplomat

### Bensm
- Bensmann, Aike (* 2002), deutscher Basketballspieler
- Bensmann, Marcus (* 1969), deutscher Journalist
- Bensmann, Peter (* 1942), deutscher Politiker (CDU), MdL
- Bensmann, Sven (* 1992), deutscher Komiker und MusikerSven Bensmann (* 1992)

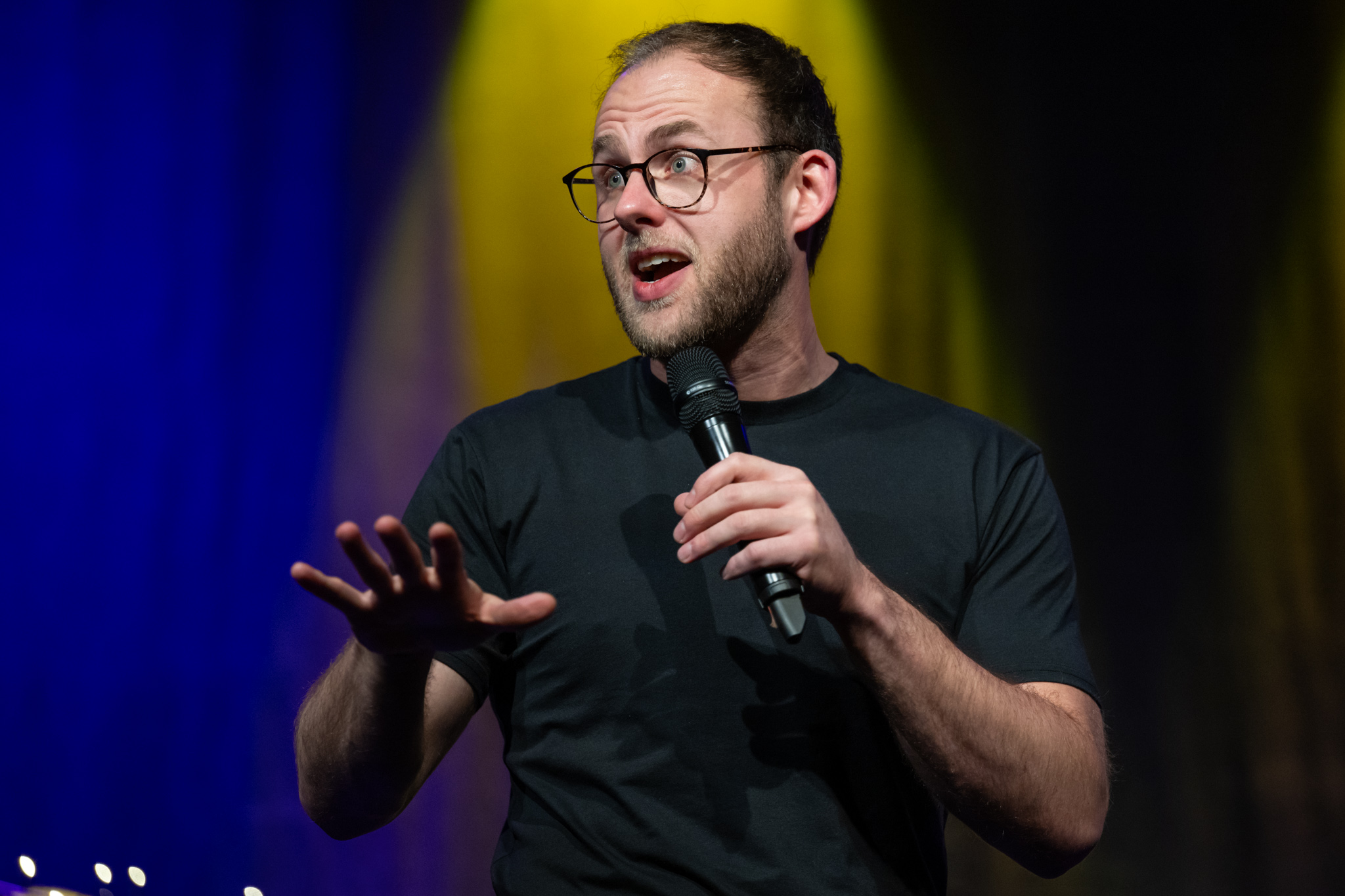
Sven Bensmann (* 1992)

- Bensmann, Walter (1938–2025), deutscher Fußballspieler

### Benso
- Benson Hubbard, Mina (1870–1956), kanadische Forschungsreisende
- Benson, Al (1908–1978), US-amerikanischer Radio-DJ, Musikpromoter und Labelbetreiber
- Benson, Alfred W. (1843–1916), US-amerikanischer Jurist und Politiker
- Benson, Allan Louis (1871–1940), US-amerikanischer Journalist und Politiker
- Benson, Amanda (* 1995), US-amerikanische Volleyballspielerin
- Benson, Amber (* 1977), US-amerikanische Schauspielerin
- Benson, Ambrosius, Maler
- Benson, Andrew (1917–2015), US-amerikanischer Biochemiker
- Benson, Arthur Christopher (1862–1925), englischer Essayist, Dichter und Schriftsteller
- Benson, Ashley (* 1989), US-amerikanische Volleyballspielerin
- Benson, Ashley (* 1989), US-amerikanische SchauspielerinAshley Benson (* 1989)

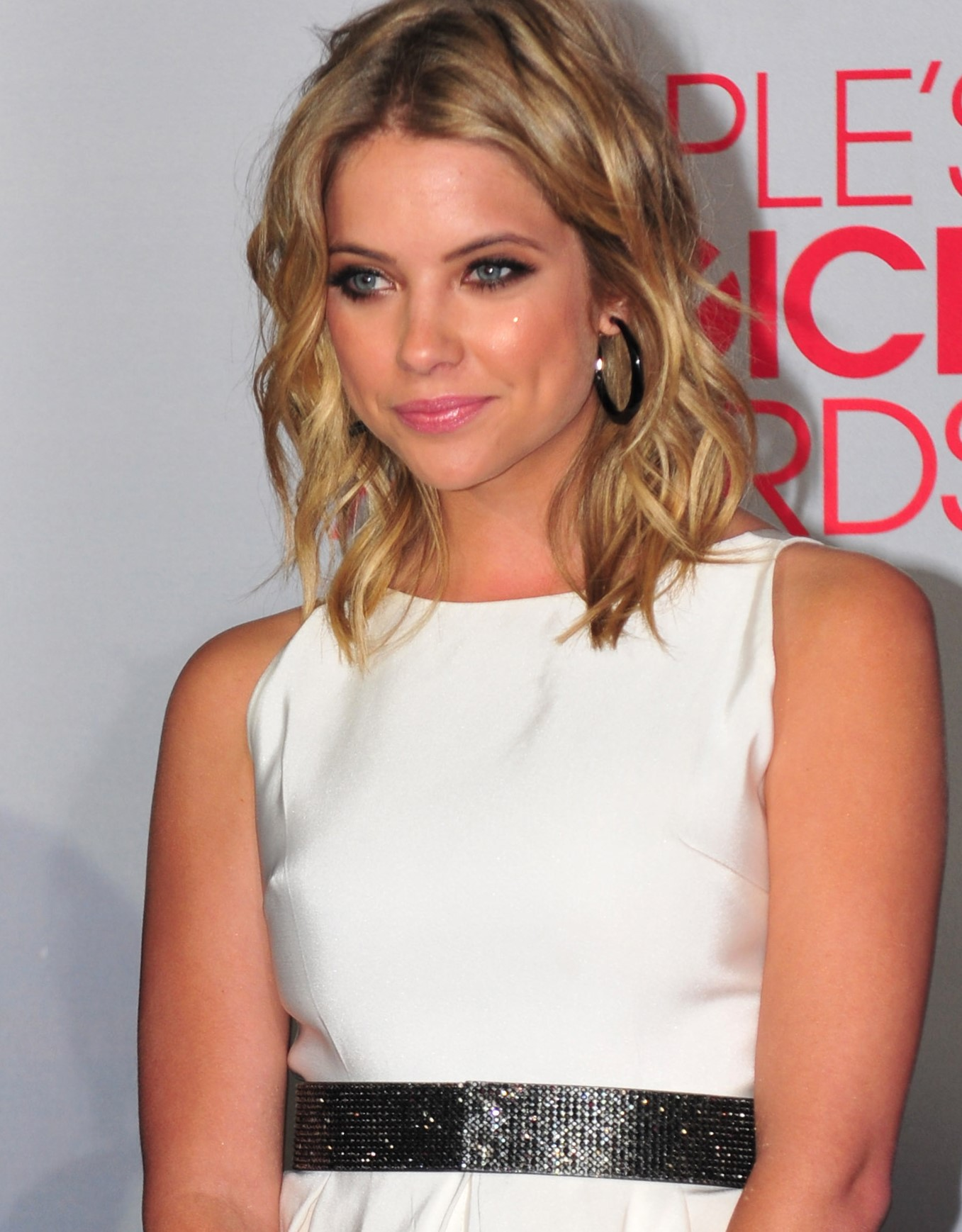
Ashley Benson (* 1989)

- Benson, Ben (1915–1959), US-amerikanischer Autor von Kriminalromanen
- Benson, Bob (1883–1916), englischer Fußballspieler
- Benson, Bobby (1922–1983), nigerianischer Jazz- und Unterhaltungsmusiker
- Benson, Brendan (* 1970), US-amerikanischer Sänger und Songschreiber
- Benson, Byron (1832–1888), US-amerikanischer Unternehmer und Erfinder
- Benson, Carville (1872–1929), US-amerikanischer Politiker
- Benson, Clara (1875–1964), kanadische Chemikerin und Hochschullehrerin
- Benson, Constantine Walter (1909–1982), britischer Ornithologe
- Benson, Craig (* 1954), US-amerikanischer Politiker
- Benson, Craig H., US-amerikanischer Bauingenieur für Geotechnik
- Benson, Edgar (1923–2011), kanadischer Wirtschaftsprüfer, Diplomat, Hochschullehrer und Politiker der Liberalen Partei
- Benson, Edward Frederic (1867–1940), englischer Autor
- Benson, Edward White (1829–1896), Erzbischof von Canterbury
- Benson, Egbert (1746–1833), US-amerikanischer Jurist und Politiker
- Benson, Elmer Austin (1895–1985), US-amerikanischer Politiker
- Benson, Ezra Taft (1899–1994), 13. Präsident der Kirche Jesu Christi der Heiligen der Letzten TageEzra Taft Benson (1899–1994)

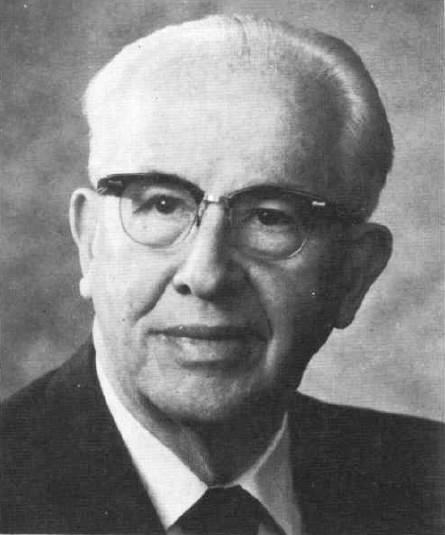
Ezra Taft Benson (1899–1994)

- Benson, Frank (1858–1939), englischer Schauspieler
- Benson, Frank W. (1858–1911), US-amerikanischer Politiker
- Benson, Frank Weston (1862–1951), US-amerikanischer Maler
- Benson, Fred (* 1984), ghanaisch-niederländischer Fußballspieler
- Benson, Gale (1944–1972), britisches Model; Mordopfer von Michael X
- Benson, Gayle (* 1947), US-amerikanische Milliardärin, Geschäftsfrau und Eigentümerin von Sport-Franchises
- Benson, George (1929–2019), US-amerikanischer Jazz- und Studiomusiker (Saxophon)
- Benson, George (* 1943), US-amerikanischer Jazz-Gitarrist und SängerGeorge Benson (* 1943)

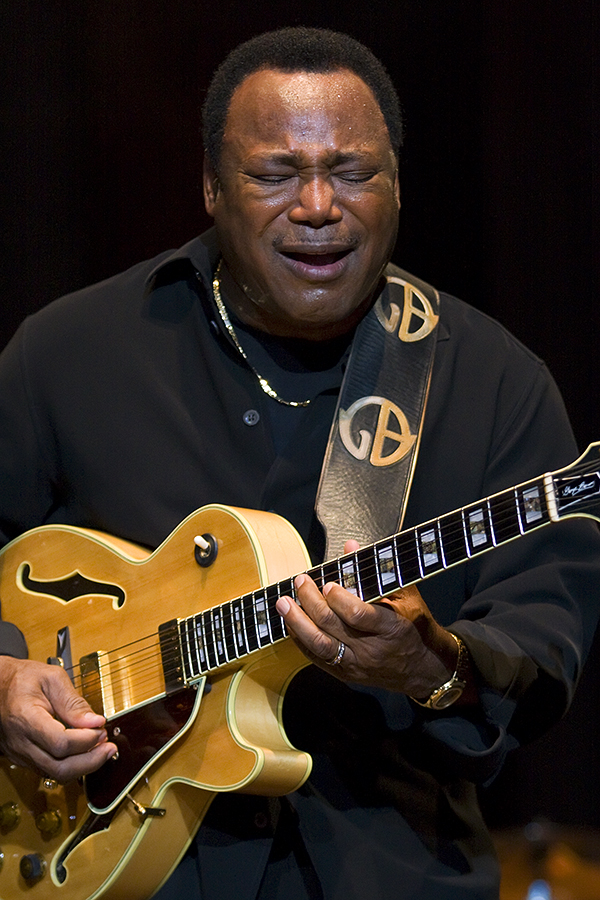
George Benson (* 1943)

- Benson, George Hikah, ghanaischer Regionalminister der Upper West Region
- Benson, Gordon (* 1994), englischer Triathlet
- Benson, Helen (1886–1964), neuseeländische Ökotrophologin, Hochschullehrerin und frauenpolitisch engagierte Frau
- Benson, Henry, Baron Benson (1909–1995), britischer Wirtschaftsprüfer und Peer
- Benson, Herbert (1935–2022), US-amerikanischer Mediziner
- Benson, Howard (* 1956), amerikanischer Musikproduzent und Multiinstrumentalist
- Benson, Hugh H. (* 1956), US-amerikanischer Philosophiehistoriker
- Benson, Ivy (1913–1993), britische Bandleaderin
- Benson, Jack L. (1920–2009), US-amerikanischer Klassischer Archäologe
- Benson, Joanne (* 1943), US-amerikanische Politikerin
- Benson, Jodi (* 1961), US-amerikanische Schauspielerin, Synchronsprecherin und Sopranistin
- Benson, Johanna (* 1990), namibische Läuferin und paralympische Athletin
- Benson, John (1942–2010), schottischer Fußballspieler und -trainer
- Benson, Johnny (* 1963), US-amerikanischer Rennfahrer
- Benson, Joseph, US-amerikanischer Filmproduzent
- Benson, Julia (* 1979), kanadische SchauspielerinJulia Benson (* 1979)

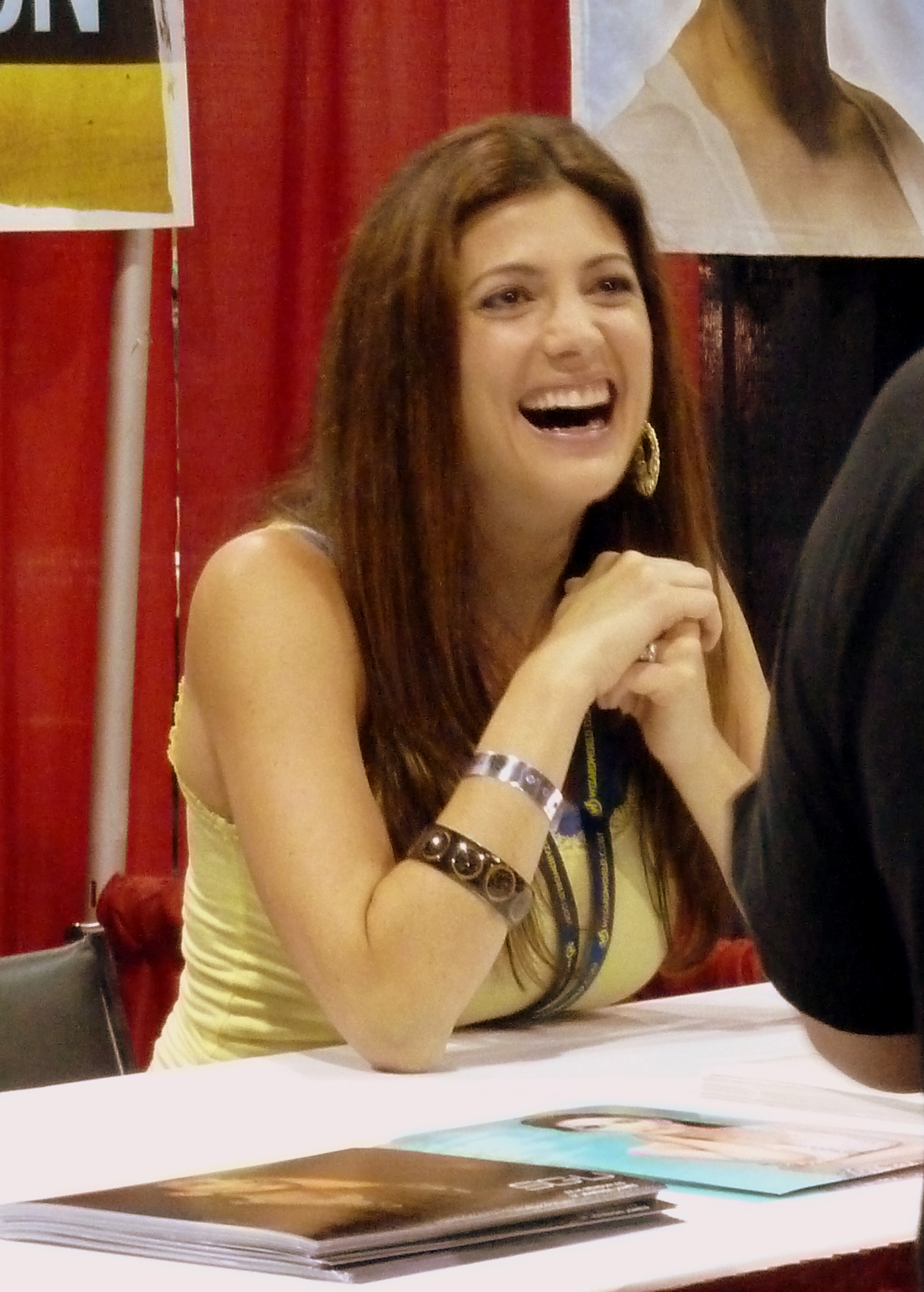
Julia Benson (* 1979)

- Benson, Justin (* 1983), US-amerikanischer Regisseur, Produzent, Drehbuchautor und Filmeditor
- Benson, Kurt (1902–1942), deutscher SS-Oberführer
- Benson, Margaret (1865–1916), britische Archäologin und Autorin
- Benson, Mark, tschechoslowakisch-sudetendeutscher Ingenieur
- Benson, Martin (1918–2010), britischer Schauspieler
- Benson, Mary (1841–1918), britische Dame der Gesellschaft
- Benson, Nick (* 1994), US-amerikanischer Schauspieler
- Benson, Oliver (* 1965), deutscher Physiker
- Benson, Ragnar (* 1938), US-amerikanischer Schriftsteller
- Benson, Ralf (* 1973), deutscher Schauspieler
- Benson, Raymond (* 1955), US-amerikanischer Schriftsteller
- Benson, Renaldo (1936–2005), US-amerikanischer Soul- und R&B-Sänger
- Benson, Robby (* 1956), US-amerikanischer Schauspieler und Regisseur
- Benson, Robert (1894–1965), kanadischer Eishockeyspieler
- Benson, Robert Hugh (1871–1914), englischer Priester und Schriftsteller
- Benson, Robert L. (1925–1996), US-amerikanischer Historiker
- Benson, Robert, 1. Baron Bingley († 1731), englischer Staatsmann und einer der Hauptverantwortlichen im sogenannten „South Sea Bubble“
- Benson, Sally (1897–1972), US-amerikanische Drehbuchautorin und Schriftstellerin
- Benson, Samuel P. (1804–1876), US-amerikanischer Politiker
- Benson, Seth B. (1905–2005), US-amerikanischer Biologe und Hochschullehrer
- Benson, Shaun (* 1976), kanadischer Schauspieler
- Benson, Sheri, kanadische Politikerin
- Benson, Stella (1892–1933), englische Schriftstellerin
- Benson, Stephan (* 1964), deutscher Schauspieler, Autor, Synchron-, Hörspiel- und Hörbuchsprecher
- Benson, Stephen Allen (1816–1865), liberianischer Präsident (1856–1864)
- Benson, Steve (1954–2025), US-amerikanischer KarikaturistSteve Benson (1954–2025)

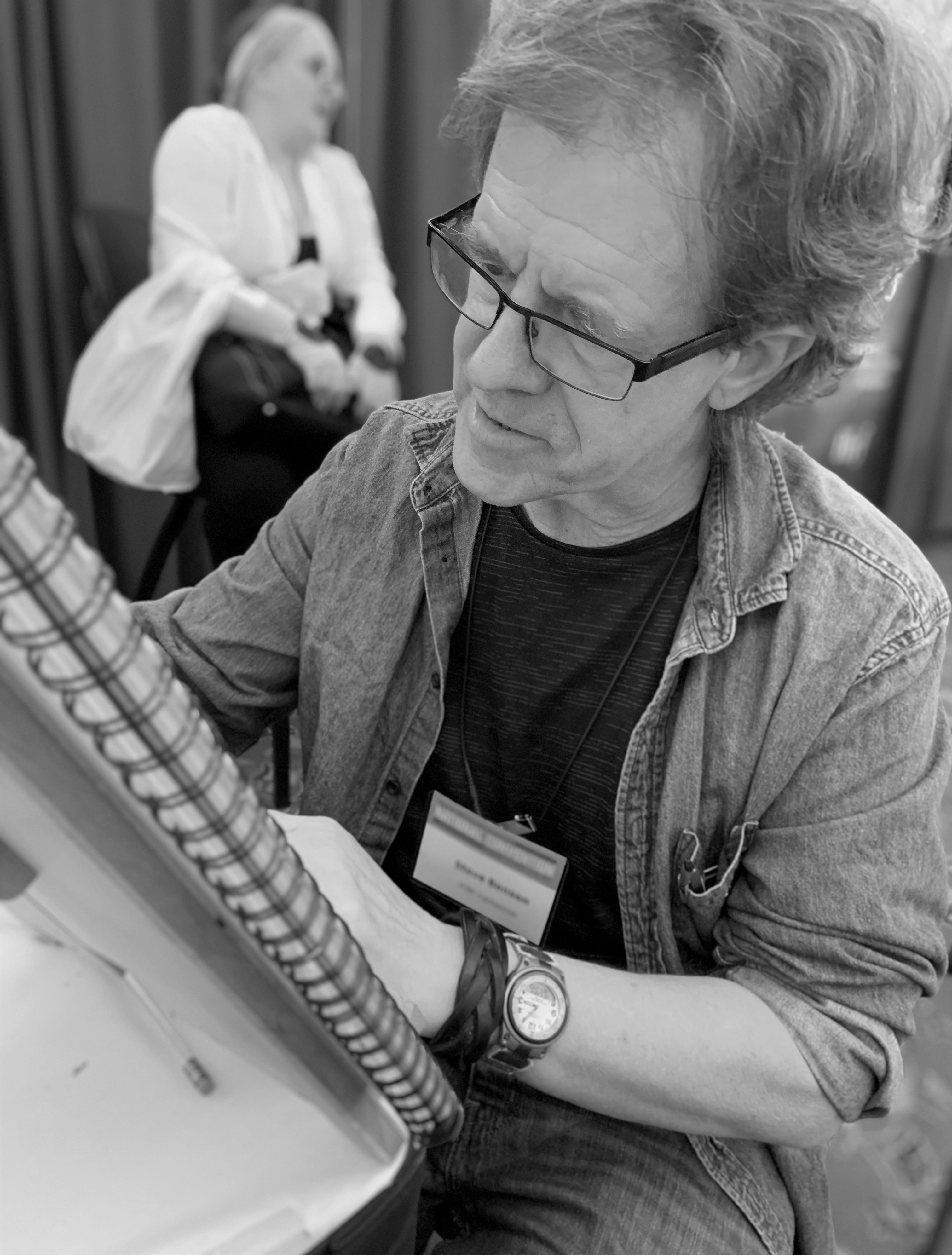
Steve Benson (1954–2025)

- Benson, Stuart (* 1981), britischer Bobfahrer
- Benson, Suzanne M., VFX-Produzentin
- Benson, Tom (1927–2018), US-amerikanischer Unternehmer und Besitzer des NFL-Teams New Orleans Saints
- Benson, Tony (* 1942), australischer Mittel- und Langstreckenläufer
- Benson, Troy (* 1970), US-amerikanischer Freestyle-Skier
- Benson, Warren (1924–2005), US-amerikanischer Komponist, Perkussionist und Musikpädagoge
- Benson, Wendy (* 1971), US-amerikanische Schauspielerin
- Benson, Willem († 1574), Maler
- Benson, William Arthur Smith (1854–1924), englischer Kunsthandwerker und Designer
- Benson, William Henry (1803–1870), britischer Malakologe
- Benson, William Shepherd (1855–1932), US-amerikanischer Admiral
- Bensouda, Amie (* 1957), gambische Juristin und Politikerin
- Bensouda, Fatou (* 1961), gambische Juristin, Ministerin, Chefanklägerin beim Internationalen StrafgerichtshofFatou Bensouda (* 1961)

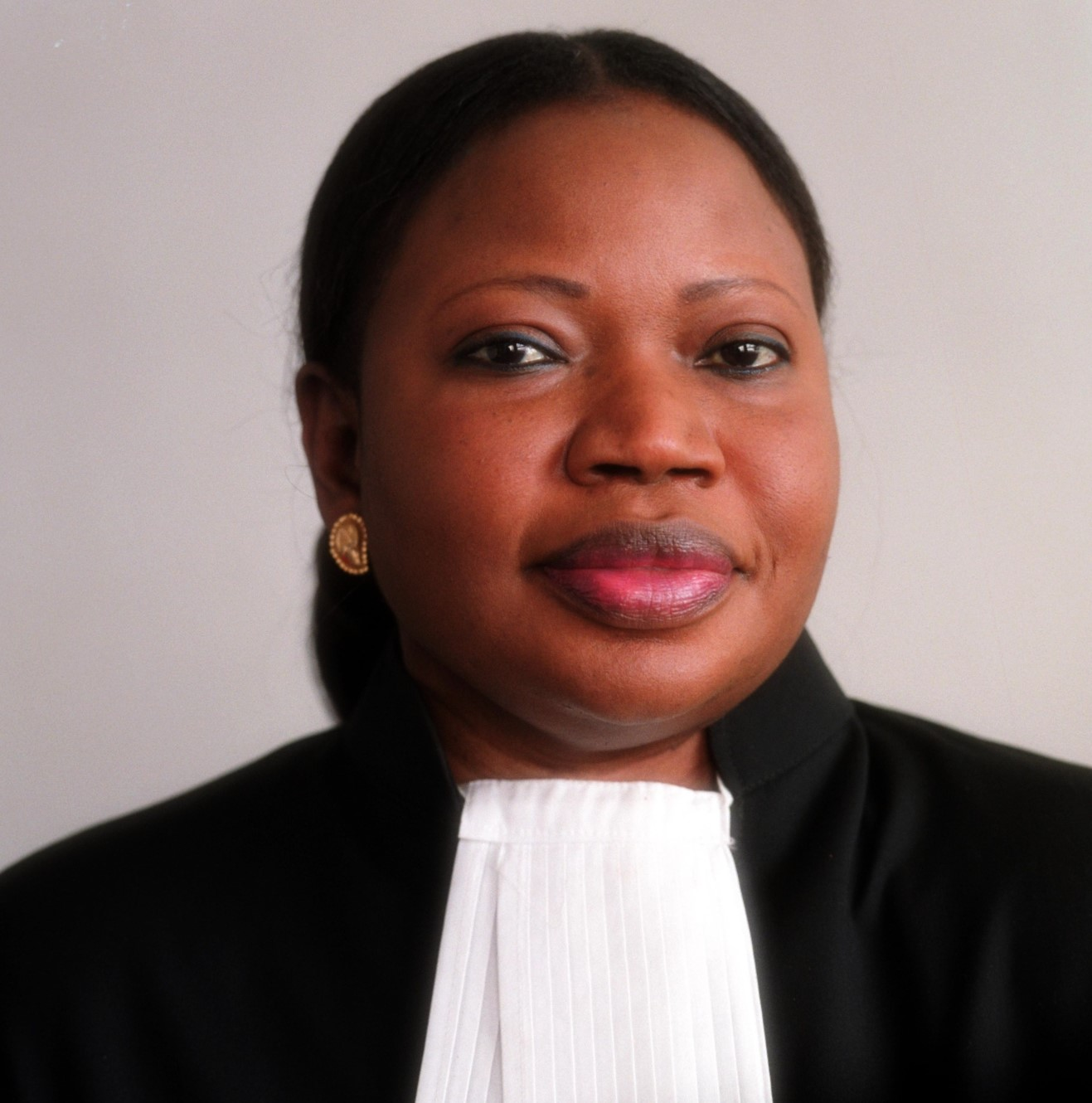
Fatou Bensouda (* 1961)

- Bensouda, Talib Ahmed (* 1986), gambischer Unternehmer und Politiker
- Bensoussan, Alain (* 1940), französischer Mathematiker
- Bensoussan, Georges (* 1952), französischer Historiker

### Benss
- Benssalah, Dali (* 1992), französisch-algerischer Schauspieler

### Benst
- Benstead, Christopher (* 1981), britischer Tontechniker
- Benstiti, Farid (* 1967), französischer Fußballspieler und -trainer

### Bensu
- Bensusan, Inez (1871–1967), australische Schauspielerin, Dramatikerin und Suffragette in London
- Bensusan, Irmgard (* 1991), deutsche Leichtathletin
- Bensusan, Pierre (* 1957), französischer Gitarrist